# 이성형
이성형은 대한민국의 정치학자다. 서울대 라틴아메리카연구소 HK(인문한국) 교수였으며, 2012년 8월 1일 대장암으로 사망했다.

## 생애
1977년 부산대 회계학과에 들어갔다. 부산대를 졸업한 뒤 서울대 대학원 정치학과에 진학했다. 1985년 석사 학위를 받았다. 박사과정에 진학한 뒤엔 마르크스주의 국가론 연구자로 알려졌다. 1992년 2월 부에노스아이레스를 방문하면서 신자유주의 연구를 하기 시작하였다. 2009년 서울대 라틴아메리카연구소 HK(인문한국)교수로 채용되었다. 2012년 8월 1일 대장암으로 사망했다.